# خبرگزاری سودان
خبرگزاری سودان (سونا) یا وکالة السودان للأنباء، (انگلیسی: Sudan News Agency) (مخفف انگلیسی: SUNA)، خبرگزاری کشور سودان است.
این خبرگزاری از اول ژانویه سال ۱۹۷۰ میلادی تأسیس شده‌است.
خبرگزاری سودان (سونا) ُ عضو اتحادیه خبرگزاری‌های کشورهای عرب (فانا) است که معمولاً خبرکزاری‌های رسمی و دولتی این کشورها را به عضویت پذیرفته‌است.